# Alexia holland hercegnő
Alexia (teljes nevén Alexia Juliana Marcela Laurentien) (Hága, 2005. június 26. –) Oránia-Nassau és Hollandia hercegnője, Vilmos Sándor holland király második lánya. A holland trónöröklési rendben jelenleg a második helyet foglalja el.

## Életrajza
Alexia hercegnőt 2005. november 19-én a wassenaari  templomban keresztelték meg a Jordán vízzel. A Keresztszülei nagybátyjai Friso herceg és Juan Zorreguieta Cerruti, Matild belga királyné, Frans-Ferdinand de Beaufort és Alexandra Jankovich de Jeszenice.

## Fordítás
- Ez a szócikk részben vagy egészben  az   Alexia der Nederlanden című holland Wikipédia-szócikk fordításán alapul.  Az eredeti cikk szerkesztőit annak laptörténete sorolja fel. Ez a jelzés csupán a megfogalmazás eredetét és a szerzői jogokat jelzi, nem szolgál a cikkben szereplő információk forrásmegjelöléseként.